# صبغي البكتيريا الصناعي

## كروموسوم البكتيريا الصناعي
كروموسوم البكتيريا الصناعي بالإنجليزي :(BAC) (Bacterial artificial chromosome)
يحتوي الحمض النووي على قاعدة بلازميد محوره أو أف- بلازميد تتكاثر بعيدا عن الحمض النووي في الكروموسومات، ويوجد البلازميد عادة في بكتيرياE. coli
تلعب أف – بلازميد دورا مهما لاحتوائها على جينات الانقسام التي تعمل على توزيع البلازميدات بعد انقسام الخلايا البكتيرية.
غالبا مايكون في كروموسوم البكتيريا الصناعي بين 150-350 كيلو بيز زوجية (kbp) وقد تكون أكبر من 700kbp وبالمثل يسمى تكاثر الناقلات (PAC) الذي ينتج من باك البلازميد (P1-plasmid).
تسلسل كروموسوم البكتيريا الصناعي (BACs) : ى يستخدم تسلسل جينات الكائنات الحية في مشاريع الجينات، على سبيل المثال مشروع الجينات البشرية.
يتم إنتاج تسلسل جيني بشري بواسطة تضخيم قطعة قصيرة من الجينات البشرية ومن ثم تتابع التسلسل وأخيرا يتم ترتيبها في أجزاء في السيليكون.

## مكونات الجينات المشتركة
الأصل S وتكاثر E-F
لتكرار البلازميد وتنظيم عدد النسخ.
القسم A والقسم B
يجزى بلازميد أف للحمض النووي إلى خلايا وليدة أثناء الانقسام ويعمل على استقرار كروموسوم البكتيريا الصناعي.
العلامات المميزة A
بعض تسلسل كروموسوم البكتيريا الصناعي مثل لاك زد (lacZ) يتلون بالأبيض أو الأزرق في أماكن النسخ لمقاومة المضادات الحيوية.
T7 وSp6
تنشط التهام الجراثيم أثناء نسخ المورثات (الجينات).

## المساهمة في الأمراض
مورثات الأمراض
يستخدم تسلسل كروموسوم البكتيريا الصناعي على نطاق واسع لوضع نماذج للأمراض الوراثية، ويستخدم لهذا الغرض الفئران المعدلة وراثيا.
هذا التسلسل مفيد للجينات المعقدة حيث يتم ترميزها بما في ذلك سلاسل المنشطات التي تتحكم بمستويات التعابير الجينية.
نجح تسلسل كروموسوم البكتيريا الصناعي في دراسة الأمراض العصبية للفئران مثل مرض الزهايمر ومتلازمة داون الناتج عن عدم إتزان الصبغيات، أيضا تم دراسة الجينات المسببة للسرطان.
كما ويستخدم تسلسل كروموسوم البكتيريا الصناعي للكشف عن الجينات أو التسلسلات الكبيرة الهامة، كذلك رسم خريطة الكروموسومات البشرية باستخدام مصفوفات كروموسوم البكتيريا الصناعي.
تسلسل كروموسوم البكتيريا الصناعي هي المفضلة لدراسة هذا النوع من التسلسلات الجينية لأنها تستوعب تسلسلات كبيرة دون خطر اختلال الترتيب بالتالي هي أكثر استقرار من نواقل النسخ.
الأمراض المعدية
استنساخ عوامل الوراثية متعددة لفيروس الحمض النووي حمض نووي ريبوزي منقوص الأكسجين وحمض نووي ريبوزي مثل BACs يسمى بالاستنساخ المعدي فتحول الكروموسوم الصناعي إلى خلايا مضيفة لبدء نقل الفيروسات المعدية، وتمت دراسة العديد من السلاسل الفيروسية مثل فيروس الالتهاب الرئوي وفيروس الجدري وفيروس الكورونا بسهولة.
الدراسات الجزيئية لهذه الفيروسات تستخدم التتبع الوراثي لتحويل الكروموسومات البكتيرية الصناعية التي تحمي البكتيريا.

## وصلات خارجية
- The Big Bad BAC: Bacterial Artificial Chromosomes — a review from the جامعة كولومبيا البريطانية
- Empire Genomics نسخة محفوظة 5 نوفمبر 2010 على موقع واي باك مشين. (company that sells BAC clones from genomic libraries)